# Sahīh Muslim
Das Sahīh Muslim (arabisch صحيح مسلم, DMG ṣaḥīḥ Muslim) von Muslim ibn al-Haddschādsch (um 820–875) ist eine wichtige Hadith-Sammlung der Sunniten. Es gilt nach dem Sahih von Buchari als das zuverlässigste Hadithbuch und ist eine der sechs sunnitischen kanonischen Hadith-Sammlungen. Ihr Kompilator war ein Schüler Bucharis. Das Sahih Muslim „umfasst 7275 Hadith, d. h. ohne Wiederholungen 4000“. Wie auch das Werk Bucharis enthält es „Überlieferungen über alle Themen, ob die Scholastik betreffend oder die Auslegung, die Moral oder das Religionsrecht“.

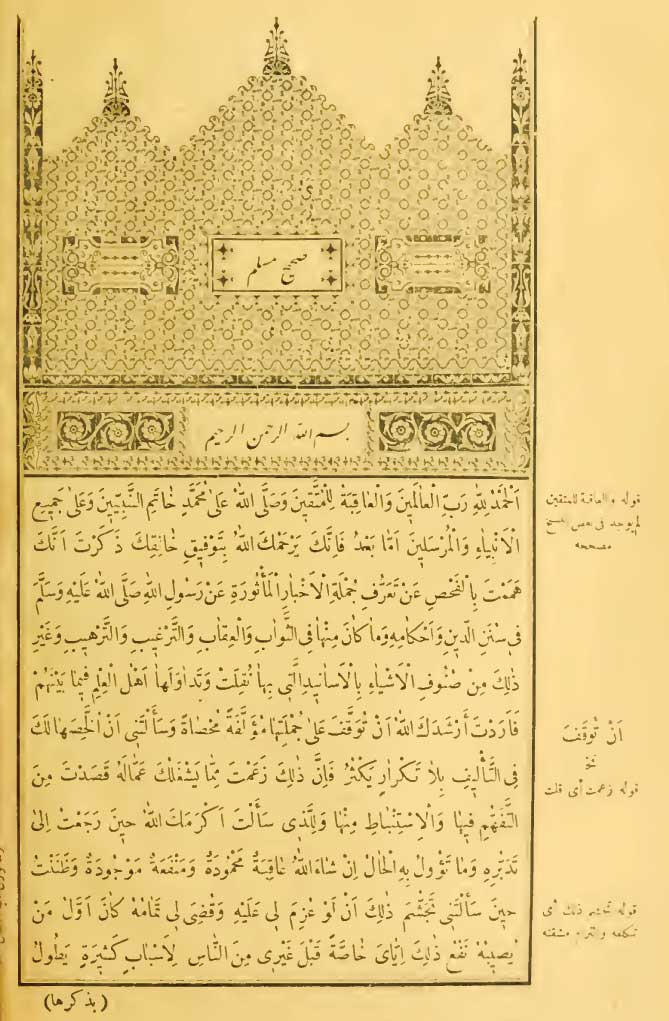
Ein Blatt der Sahih Muslim aus der Türkei

Das Werk wurde von dem Gelehrten an-Nawawī (1233–1277) und anderen kommentiert.

### Übersetzungen
- Fadlallah Ksiks (Hrsg.): Ṣaḥīḥ Muslim : Gekürzte Ausgabe. IB Verlag Islamische Bibliothek, Düsseldorf 2011, ISBN 978-3-941111-24-0.
- Sahih Muslim (Arabic-English), 8 vols set, übersetzt von Abdul Hamid Siddiqui, Online-Version theonlyquran.com
- usc.edu: Englische Übersetzung vom Center for Muslim-Jewish Engagement
- kalamullah.com: Englische Übersetzung der Einführung zum Sahih Muslim